# Наследники: Возвышение Рэд
«Наследники: Возвышение Рэд» (англ. Descendants: The Rise of Red) — американский мюзикл, фантастический фильм, режиссёра Дженнифер Фанг по сценарию Дэна Фрея и Ру Соммера. Фильм снят каналом Disney Channel и является четвёртым в франшизе «Наследники», являясь спин-оффом предыдущих трёх фильмов и продолжением «Наследники: Королевская свадьба». Фильм вышел 12 июля 2024 года на стриминговом сервисе Disney+, а дебют на канале Disney Channel запланирован на 9 августа 2024 года.

## Сюжет
Спустя 10 лет после событий первого фильма Мэл, Бен, Иви и Джей покидают Аурадон, чтобы заключить союзы с другими королевствами, оставляя Уму в качестве новой директрисы Аурадонской подготовительной школы, поскольку Крестная Фея уезжает, чтобы стать президентом Аурадонского университета. Первым делом она открывает границу между Аурадоном и Страной чудес, пригласив принцессу Рэд, непокорную дочь тиранической Королевы Червей, учиться в Аурадонском подготовительном центре, к ужасу Крестной Феи, поскольку Страна чудес не входит в союз из-за своего хаотичного и непокорного характера, а также потому, что Королева Червей отказалась. Уме удается убедить ее почтить память Карлоса, и Крестная Фея сразу же отправляет приглашение. Тем временем в Стране чудес Рэд, которая никогда не знала свободы и жаждет вырваться из-под власти своей матери, преследуют стражники Червонного Валета после того, как она совершила акт вандализма во дворе, но ее спасает Мэддокс, сын Безумного Шляпника и личный наставник Рэд, который показывает ей свое последнее изобретение - карманные часы, способные перемещать пользователя в определенные моменты времени, отвечающие его желаниям. Несмотря на то, что Рэд предупреждают о последствиях, к которым могут привести эти часы, например, о том, что она может навсегда потерять свою мать, она крадет их. В это же время Хлоя Чарминг, дочь Золушки и короля Чарминга и младшая сестра Чада, готовится к поступлению в первый класс Аурадонской школы, где, по словам ее родителей, они познакомились и полюбили друг друга во время танца в замке. За свои хорошие и добрые поступки Хлоя получает в подарок современную пару стеклянных туфелек, на что Золушка говорит ей, как она гордится тем, что она всю жизнь оставалась хорошим человеком. На следующий день Королева Червей убеждает дочь наказать Джека за то, что он не смог защитить ее двор, обезглавив его, но та легкомысленно отказывается, разгневав свою мать, которая угрожает наказать Рэд, если она не подчинится, и только тогда приходит приглашение Рэд, которое мать принимает за нее, считая, что это шанс всей жизни.
Рэд и ее мама следуют приглашению через кроличью нору, которая приводит их в Аурадон как раз в тот момент, когда туда прибывают Хлоя и ее мама. Королева Сердец и Золушка встречаются впервые со времен учебы в Академии Мерлина - первоначальное название Аурадонской подготовительной школы, которая сразу же становится враждебной, рассказывая о травмирующей выходке Королевы Сердец; их дочери также холодно знакомятся друг с другом. На церемонии открытия Аурадонской школы Королева показывает Рэд зазеркалье, в котором она видит будущее Рэд как способной и послушной принцессы рядом со своей матерью, что Рэд сразу же отрицает, так как отказывается быть похожей на нее, но та не верит ей и утверждает, что все, что она делает, - ради нее. Ума приветствует Рэд в Аурадоне, но ее мать устраивает переворот в королевстве и берет в плен всех, включая Уму, Крестную фею и Золушку, которая отказывается ей поклониться. Королева Червей уговаривает Рэд осудить Золушку, но та не хочет этого делать, пока Золушка случайно не окликает ее, и Рэд подчиняется и приговаривает ее к обезглавливанию, к радости своей матери, из-за чего весь Аурадон ополчается против нее. Рэд приходит в голову идея использовать часы Мэддокса, чтобы вернуться назад и предотвратить переворот, но его прерывают, когда Хлоя пытается спасти свою мать. Карманные часы случайно активируются, отправляя Рэда и Хлою в прошлое, до того как был основан Аурадон, а школа все еще называлась Академией Мерлина.
Красная и Хлоя ссорятся из-за карманных часов: Хлоя считает, что они должны вернуться в прошлое до переворота, а Красная - что их не просто так отправили в нынешнее время, но они решают объединиться ради обеих матерей. Принцессы знакомятся с директором Мерлином и поступают в академию под видом студентов-переводчиков из дальних королевств. Он проводит их на алхимический факультет, где их напарницами становятся Бриджет и Элла (подростковые версии Королевы Червей и Золушки соответственно). Они с удивлением узнают, что раньше были лучшими подругами, и что Бриджит до того, как стать королевой, была добросердечной и хотела дружить со всеми, а Элла была более приземленной и смотрела свысока на королевских особ, которые были более привилегированными, чем она. Раздавая кексы с заколдованными перьями фламинго другим студентам, группа встречает бывших ВК (детей-злодеев), включая Морги, сына Морганы ле Фей, и подростковые версии Малефисенты, Аида и Крюка, возглавляемые Ульяной, младшей сестрой Урсулы. Ульяна крадет кексы Бриджит и съедает перья из них, превращаясь во фламинго, который преследует Бриджит и Эллу по школе, пока та не падает в фонтан, опозорив ее перед всеми и вызвав ее месть. Рэд и Хлоя понимают, что именно это стало катализатором превращения Бриджет в жестокосердную Королеву Сердец, и решают остановить Ульяну, надеясь сохранить Бриджет такой же доброй, какой она является сейчас.
В поисках ответов Рэд и Хлоя посещают дом Эллы, который, по мнению Хлои, находится в запустении и беспорядке по сравнению с ее нетронутым домом. По приказу мачехи леди Тремейн они обращаются за помощью к Элле, которая впускает их только в том случае, если они помогают ей по хозяйству. Они расспрашивают Эллу о том, почему Бриджит и Ульяна такие, какие они есть, на что Элла отвечает, что Ульяна такая, какая она есть, потому что чувствует, что должна соответствовать репутации своей сестры как одной из худших злодеек на свете, и ненавидит Бриджит именно за то, что она такая добрая и хочет только дружить, а все остальные ее избегают. Когда Рэд называет Бриджит легкой мишенью, потому что она слабая, Элла отвечает, что она самый сильный человек, которого она знает, потому что ей тяжело быть доброй, несмотря на то, что с ней так жестоко обращаются, а когда Хлоя рассказывает ей о том, что ее кроссовки были наградой за то, что она была хорошим человеком, она задается вопросом, является ли это хорошим, если ее за это награждают, заставляя обеих сомневаться в своих собственных мотивах. Во время уборки Хлоя случайно разбивает вазу, но леди Тремейн решает обвинить в этом Эллу и наказывает ее, несмотря на то что Хлоя сама признает свою вину, и Элла сердито подчиняется. Когда Хлоя говорит ей, как это несправедливо, Элла рассказывает ей о том, как несправедлива была ее собственная жизнь после смерти родителей и из-за того, как мачеха обращалась с ней, несмотря на то, что она была доброй, заставляя Хлою понять, что ее мать жила совсем другой жизнью, чем она.
Дуэт отправляется в Черную лагуну, где тусуются ВК, и тайно следит за ними, пытаясь выяснить, в чем заключался розыгрыш Бриджит, и обнаруживает, что это было заклинание из заколдованной Колдовской поваренной книги, которое должно было превратить Бриджит в монстра после того, как она съест проклятый кекс. Дуэт решает, что лучше всего заполучить поваренную книгу до того, как это сделают ВК, чтобы они не смогли наложить заклинание. Они навещают Бриджит, где обнаруживают, что она отрабатывает специальный танец для танцев в Замке с колодой карт. Рэд оглядывает свою комнату и видит, насколько изменилась ее мать. Бриджит говорит ей, что хотела бы, чтобы ее дочь жила полной жизнью, и Рэд понимает, что всегда хотела иметь такую же замечательную мать, как она. Они спрашивают ее, не знает ли она что-нибудь о Колдовской поваренной книге, но пока она ищет, они находят зазеркалье Бриджит и смотрят, какое у них сейчас будущее, и видят, что Королева Червей захватила Короля Чарминга и успешно обезглавила Золушку, к отчаянию Хлои. Бриджет понимает, что книга заклинаний может быть одной из запрещенных книг в кабинете директора Мерлина.
Хлоя считает, что лучше признаться директору Мерлину, потому что так будет правильно, несмотря на то, что это может их разоблачить, а Рэд решает сама украсть книгу, пока Ульяна не успела, и забрать ее с собой, чтобы они не смогли устроить розыгрыш. Хлоя говорит ей, что это неправильно и что это сделает ее не такой, как ее мать, на что Рэдхолодно отвечает, что именно правильные поступки привели Золушку к гибели, и уходит, чтобы украсть книгу самостоятельно. Хлоя ответила, что знает, что она злая. Позже Хлоя, в минуту сомнения в себе, возвращается в дом Эллы и спрашивает у нее совета, как поступить правильно. Элла говорит ей, что правильные поступки не такие уж черно-белые, как она думает, что иногда правильные поступки означают неправильные и что люди, которые знают, что они плохие, на самом деле не такие уж плохие, что противоречит натуре Хлои, живущей "по правилам". Помогая Элле убирать сад, Хлоя начинает размышлять о своей собственной доброте, которая, как она понимает, более глубока и тщетна, чем она думала, и основана на ее привилегированном образе жизни, и решает помочь Рэду украсть книгу, чтобы спасти жизнь своей матери.
Вернувшись в академию, ВК наблюдают за тем, как Рэд пробирается в кабинет Мерлина, где она встречается с Хлоей, которая извиняется за свои слова. Морги остается сторожить Тем временем они вместе ищут Колдовскую книгу, но случайно запускают протокол безопасности, из-за которого мечи Круглого стола летят и нападают на них, а заколдованная статуя совы отправляется предупредить Мерлина. Они отбиваются от мечей, а Хлоя бросает свои туфельки в другую сову, и та улетает с книгой, только чтобы ВК вошли и забрали ее себе. Когда Ульяна открывает ее, книга накладывает заклятие на нее, Малефисенту, Аида и Крюка, замораживая их на месте из-за их злых намерений. Хлоя отдает книгу Рэд, считая ее более доброй, чем она сама; та успешно открывает ее и находит заклинание. Они уходят как раз в тот момент, когда возвращается Мерлин и обвиняет ВК в разрушениях, назначая им годовое наказание и запрещая посещать танцы и устраивать розыгрыши.
Полагая, что с Бриджит все будет в порядке, Рэд и Хлоя примиряют свои разногласия и становятся лучшими подругами, когда активируют карманные часы и возвращаются в Аурадон, за несколько минут до того, как Королева Сердец начала свой переворот. Обнявшись, Хлоя воссоединяется с матерью, когда Ума объявляет об открытии Аурадонской подготовительной школы, и они узнают, что Королева сердец теперь добрая и радостная королева, которая искренне рада, что ее дочь будет посещать Аурадонскую подготовительную школу. В то время как королевство празднует это событие танцевальной вечеринкой, Ума говорит, что, хотя все получили то, что хотели, получение желаемого может быть опасным, особенно когда вмешиваешься в ткань времени, и заявляет, что эта история еще не закончена.

## В ролях
| Актёр              | Роль                                                               |
| ------------------ | ------------------------------------------------------------------ |
| Кайли Кэнтралл     | Рэд, дочь Червонной королевы, принцесса Страны Чудес               |
| Малия Бейкер       | Хлоя Чарминг, дочь Золушки и Короля Чарминга, сестра Чеда Чарминга |
| Чайна Энн Макклейн | Ума, дочь Урсулы, новый директор Школы Аурадона                    |
| Дара Рени          | Улиана, младшая сестра Урсулы и тётя Умы                           |
| Рита Ора           | Червонная Королева, мать Рэд                                       |
| Руби Роуз Тернер   | Бриджит, юная Червонная Королева                                   |
| Алекс Боньелло     | Бубновый Валет, капитан Красной Стражи Червонной Королевы          |
| Брэнди             | Золушки, мать Хлои Чарминг                                         |
| Морган Дадли       | Элла, юная Золушка                                                 |
| Паоло Монтальбан   | Король Чарминг, отец Хлои Чарминг                                  |
| Тристан Падилья    | юный Принц Чарминг                                                 |
| Мелани Паксон      | Фея-Крёстная                                                       |
| Грейс Нардуччи     | Фэй, юная Фея-Крёстная                                             |
| Левин Валаил       | Алладин                                                            |
| Кабир Бери         | юный Алладин                                                       |
| Шазия Паскаль      | Жасмин                                                             |
| Айза Азаар         | юная Жасмин                                                        |
| Джереми Свифт      | Мерлин, директор Академии Мерлина                                  |
| Педер Линделл      | Морги, сын Морганы ле Фэй, член банды Улианы                       |
| Марисса Круп       | юная Малефисента, член банды Улианы                                |
| Энтони Пайетт      | юный Аид, член банды Улианы                                        |
| Джошуа Колли       | юный Капитан Крюк, член банды Улианы                               |
| Леонардо Нам       | Мэддокс Хэттер, сын Безумного Шляпника и наставник Рэд             |
| Джули Серда        | Злая мачеха Эллы                                                   |

## Производство
18 августа 2021 года, после выхода анимационного спецвыпуска «Наследники: Королевская свадьба», Лорен Кисилевски, старший вице-президент Disney Branded Television по оригинальным фильмам, ответила на вопросы о клиффхэнгере спецвыпуска, сказав, что «дразнилка есть дразнилка», и была добавлена из-за того, что фильмы «Наследники» заканчиваются намёками на дополнительные истории, а также сказала, что «Disney Channel посмотрит, что получится с франшизой».
21 сентября 2021 года было подтверждено, что четвёртый фильм «Наследники» находится в разработке в рамках общей сделки между Disney и продюсерской компанией бывшего президента Disney Branded Television Гэри Марша. К маю 2022 года фильм получил зелёный свет на канале Disney+ в качестве спин-оффа под рабочим названием «Карманные часы». В качестве режиссёра и соисполнительного продюсера была нанята Дженнифер Фанг, сценарий написали Дэн Фрей и Рассел Соммер, а Марш выступил исполнительным продюсером.
21 марта 2023 года было объявлено официальное название фильма «Наследники: Возвышение Рэд».

### Съёмки
Съёмки фильма «Наследники: Возвышение Ред» начались в начале января 2023 года под рабочим названием «Карманные часы». Марк Хофелинг вернулся из оригинальной трилогии в качестве художника-постановщика. По словам Фанг, она хочет, чтобы хореография во время экшн-последовательностей все же была способна рассказать эмоциональную историю. Для создания дизайна Страны чудес Фанг использовала Алису в Стране чудес (1951), а также черпала вдохновение из своего предыдущего опыта работы в кино. Съёмки проходили в Атланте с конца января 2023 года и планируются до середины марта.

### Кастинг
На выставке D23 Expo 2022 был объявлен актёрский состав: Чайна Энн Макклейн вернётся в образе Умы, а Кайли Кэнтролл (в роли Рэд) и Дара Рене (в роли Ульяны) присоединятся к актёрскому составу фильма . В ноябре 2022 года было объявлено, что Брэнди возвращается в роли Золушки после исполнения этой роли в фильме «Золушка» 1997 года, а Мелани Пэксон вернулась во франшизу в роли Крёстной Феи. Новыми актёрами франшизы стали Рита Ора в роли Королевы сердец, а также Малия Бейкер, Руби Роуз Тернер, Морган Дадли и Джошуа Колли . После начала съёмок в феврале 2023 года было объявлено о пополнении актёрского состава Джереми Свифтом и Леонардо Намом. В марте 2023 года было объявлено, что Паоло Монтальбан получил роль короля Чарминга, который, как и Норвуд, играл версию этого персонажа в фильме «Золушка» 1997 года. Также в марте 2023 года было объявлено, что Алекс Бониелло получил роль Бубнового валета.